# Chrysactinia
Chrysactinia är ett släkte av korgblommiga växter. Chrysactinia ingår i familjen korgblommiga växter.
Kladogram enligt Catalogue of Life:
| Chrysactinia | \| \| Chrysactinia acerosa \| \| \| \| \| \| Chrysactinia lehtoae \| \| \| \| \| \| Chrysactinia luzmariae \| \| \| \| \| \| Chrysactinia mexicana \| \| \| \| \| \| Chrysactinia pinnata \| \| \| \| \| \| Chrysactinia truncata \| \| \| \| |
|              | \| \| Chrysactinia acerosa \| \| \| \| \| \| Chrysactinia lehtoae \| \| \| \| \| \| Chrysactinia luzmariae \| \| \| \| \| \| Chrysactinia mexicana \| \| \| \| \| \| Chrysactinia pinnata \| \| \| \| \| \| Chrysactinia truncata \| \| \| \| |
|              | Chrysactinia acerosa |
|              | |
|              | Chrysactinia lehtoae |
|              | |
|              | Chrysactinia luzmariae |
|              | |
|              | Chrysactinia mexicana |
|              | |
|              | Chrysactinia pinnata |
|              | |
|              | Chrysactinia truncata |
|              | |